# Polysticta stelleri
L'edredone di Steller (Polysticta stelleri, Pallas 1769 ) è un'anatra marina medio-grande, il nome di questo uccello commemora il naturalista tedesco Georg Steller.

## Descrizione
Questa specie è la più piccola degli edredoni. Il maschio è inconfondibile, con le sue parti superiori e il collare neri, la testa bianca e le parti inferiori giallastre. Il richiamo del maschio è un canto profondo, sebbene sia relativamente debole rispetto a quello degli edredoni Somateria.
La femmina è un uccello bruno scuro, più piccolo e con la forma della testa e il corpo più simili a quelli di un'anatra di quelli delle altre specie di edredoni. Anch'essa presenta un repertorio di grugniti e fischi.

## Distribuzione e habitat
Nidifica lungo le coste artiche della Siberia orientale e dell'Alaska, in inverno sverna un po' più a sud, nel mare di Bering, nella Scandinavia settentrionale e nel mar Baltico. Può formare stormi numerosi, persino di 200.000 uccelli sulle acque costiere più accoglienti. A sud del suo areale di svernamento è scarso.

## Riproduzione
Il nido, fatto di materiale vegetale, viene costruito sul suolo della tundra, nei pressi del mare, e vi vengono deposte 6-10 uova.

## Alimentazione
Questa specie si immerge alla ricerca di crostacei e di molluschi, e i suoi cibi preferiti sono le cozze e le vongole.

## Ibridazione
Si suppone che in natura l'edredone di Steller si sia ibridato con l'edredone comune almeno in due occasioni. Un maschio che mostrava le caratteristiche di entrambe le specie venne ritrovato a Cuxhaven, Niedersachen, in Germania, il 17 novembre 1993. Un altro maschio venne avvistato nel porto di Vadso, Varanger, in Norvegia, il 7 aprile 1995; una fotografia di questo uccello venne pubblicata da Forsman (1995).

## Conservazione
L'edredone di Steller è una delle specie protette dall'Agreement on the Conservation of African-Eurasian Migratory Waterbirds (AEWA). In Alaska è attivo un piano di recupero.

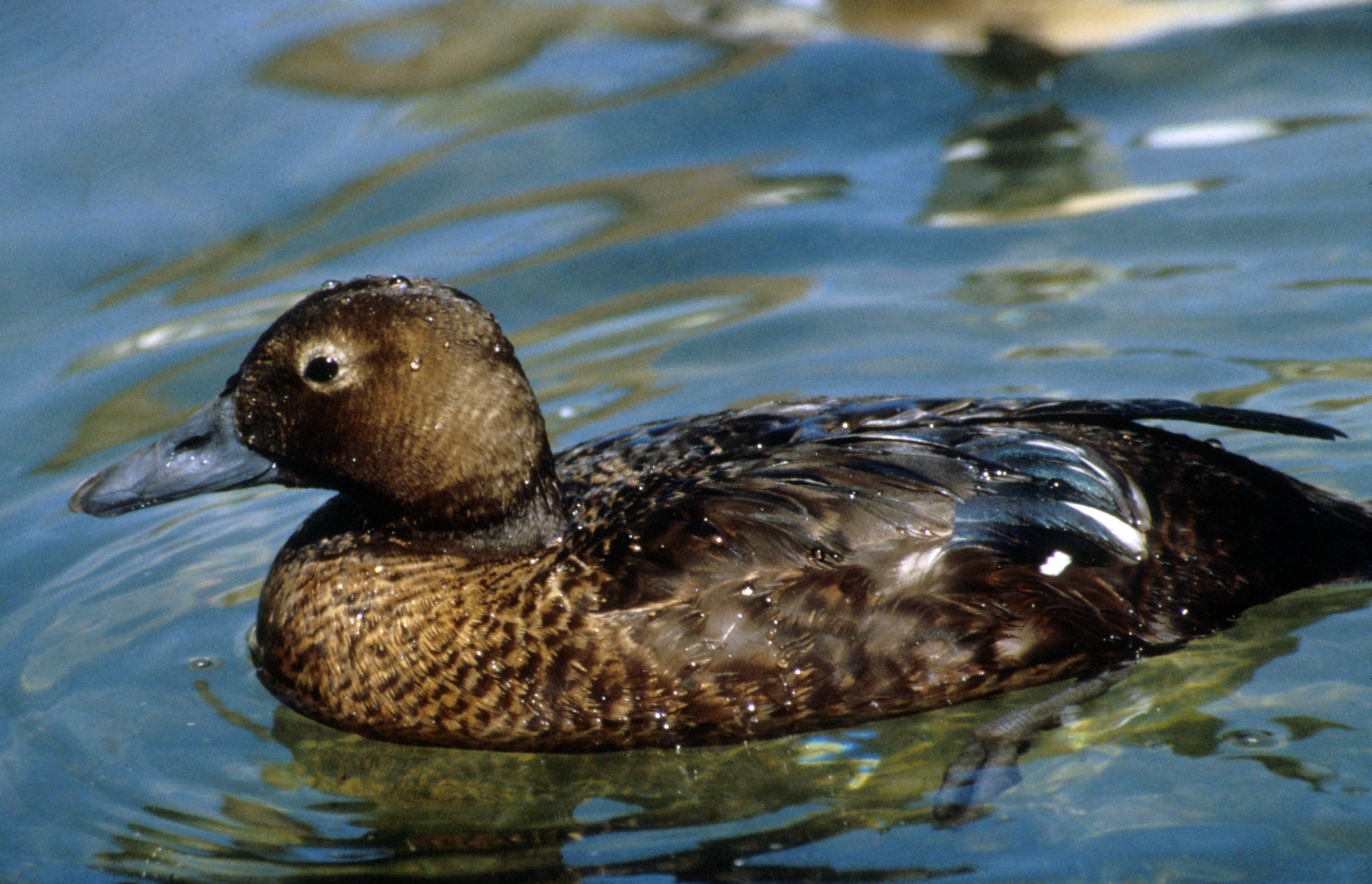
Femmina di edredone di Steller